# The Blues Is Everybody's Business
The Blues Is Everybody's Business è un album di Manny Albam, pubblicato dalla Coral Records nel 1958.

## Tracce
Brani composti da Manny Albam
Lato A
1. Blues Is Everybody's Business - Part I – 10:00
2. Blues Is Everybody's Business - Part II – 9:10

Durata totale: 19:10
Lato B
1. Blues Is Everybody's Business - Part III – 7:57
2. Blues Is Everybody's Business - Part IV – 8:41

Durata totale: 16:38

## Musicisti
Blues Is Everybody's Business - Part I
- Manny Albam - conduttore musicale
- Phil Woods - sassofono alto
- Gene Quill - sassofono alto
- Ed Wasserman - sassofono tenore
- Al Epstein - sassofono tenore
- Sol Schlinger - sassofono baritono
- Ernie Royal - tromba
- Burt Collins - tromba
- Bernie Glow - tromba
- Nick Travis - tromba (solo)
- Al DeRisi - tromba (solo nella parte conclusiva)
- Urbie Green - trombone
- Jim Dahl - trombone
- Chauncey Welsch - trombone
- Tom Mitchell - trombone
- Don Butterfield - tuba
- Milt Hinton - contrabbasso
- Vinnie Burke - contrabbasso (solo)
- Don Lamond - batteria

Blues Is Everybody's Business - Part II
- Manny Albam - conduttore musicale
- Phil Woods - sassofono alto (solo)
- Ed Wasserman - sassofono tenore
- Sol Schlinger - sassofono baritono
- Nick Travis - tromba (solo, cup mute)
- Art Farmer - tromba (solo, harman mute)
- Don Butterfield - tuba
- Eddie Costa - pianoforte (solo)
- Janet Putnam - arpa
- Milt Hinton - contrabbasso
- Vinnie Burke - contrabbasso (solo)
- Doug Allan - vibrafono
- Don Lamond - batteria
- Sy Miroff - violino
- Max Hollander - violino
- Ray Free - violino
- Harry Melnikoff - violino
- Gene Orloff - violino
- Jack Zayde - violino
- Raoul Poliakin - violino
- Stuart Schulman - violino
- Arnold Eidus - violino
- Tosha Samaroff - violino
- Felix Orlewitz - violino
- Irving Spice - violino
- J. Brandt - violino
- Julius Schachter - violino
- Julius Held - violino
- Sidney Edwards - viola
- Lucien Schmitt - viola
- Maurice Brown - viola
- D. Wanderoso - violoncello
- Dave Levine - violoncello
- Maurice Bialkin - violoncello

Blues Is Everybody's Business - Part III
- Manny Albam - conduttore musicale
- Phil Woods - sassofono alto
- Sol Schlinger - sassofono baritono
- Nick Travis - tromba (solo)
- Art Farmer - tromba (solo)
- Bob Brookmeyer - trombone (solo)
- Don Butterfield - tuba
- Eddie Costa - pianoforte
- Janet Putnam - arpa
- Milt Hinton - contrabbasso
- Vinnie Burke - contrabbasso (solo)
- Don Lamond - batteria
- Phil Kraus - percussioni
- Jack Zayde - violino
- Sy Miroff - violino
- Julius Held - violino
- Ray Free - violino
- J. Brandt - violino
- Ben Gerrard - violino
- Raoul Poliakin - violino
- Tom Frost - violino
- Max Ceppos - violino
- Gene Orloff - violino
- Felix Orlewitz - violino
- Max Hollander - violino
- Irving Spice - violino
- Stuart Schulman - violino
- Ed Green - violino
- Harry Melnikoff - violino
- Lucien Schmitt - viola
- Maurice Brown - viola
- D. Vandersall - viola
- Maurice Bialkin - viola
- Sidney Edwards - violoncello
- Avron Twerdowsky - violoncello

Blues Is Everybody's Business - Part IV
- Manny Albam - conduttore musicale
- Phil Woods - sassofono alto (solo)
- Gene Quill - sassofono alto (solo)
- Al Cohn - sassofono tenore (solo)
- Ed Wasserman - sassofono tenore
- Al Epstein - sassofono tenore
- Sol Schlinger - sassofono baritono
- Ernie Royal - tromba (solo, nelle note alte conclusive)
- Bernie Glow - tromba
- Nick Travis - tromba (solo)
- Al DeRisi - tromba
- Burt Collins - tromba
- Bob Brookmeyer - trombone
- Urbie Green - trombone
- Jim Dahl - trombone
- Tom Mitchell - trombone
- Eddie Costa - pianoforte
- Milt Hinton - contrabbasso
- Vinnie Burke - contrabbasso (solo)
- Don Lamond - batteria[2]